# Outlook (Washington)
Outlook es un lugar designado por el censo ubicada en el condado de Yakima en el estado estadounidense de Washington.

## Geografía
Outlook se encuentra ubicado en las coordenadas 46°19′52″N 120°5′28″O / 46.33111, -120.09111.